# Tibellus vitilis
Tibellus vitilis är en spindelart som beskrevs av Simon 1906. Tibellus vitilis ingår i släktet Tibellus och familjen snabblöparspindlar. Inga underarter finns listade i Catalogue of Life.